# 856
Năm 856 là một năm trong lịch Julius.